# John Sargent Pillsbury
John Sargent Pillsbury (Sutton, 29 luglio 1828 – Minneapolis, 18 ottobre 1901) è stato un politico statunitense. Repubblicano, fu governatore del Minnesota dal 1876 al 1882.

## Biografia
John S. Pillsbury nacque a Sutton, nel New Hampshire. Nel 1851, aprì un negozio a Warner, nel New Hampshire, insieme a Walter Harriman, futuro governatore del New Hampshire e generale nella guerra civile.
Pillsbury andò nel Minnesota dagli Stati Uniti orientali nel 1855 e si stabilì a St. Anthony (ora parte di Minneapolis). Sposò Mahala Fisk l'anno successivo il 3 novembre 1856. Come imprenditore(dopo il suo business con Walter Harriman), lavorò nel settore immobiliare, nel legname, anche se il suo più grande successo fu quando fondò la Pillsbury Company insieme alla sua famiglia.
John e Mahala ebbero due figli, Alfred Fiske Pillsbury e Sara Belle Pillsbury. Alfred non entrò nel business, ma fu collezionista d'arte. Quando morì, le opere furono donate al Minneapolis Institute of Arts. Sara Belle sposò Edward C. Gale, avvocato e figlio dello sviluppatore nel settore immobiliare, Samuel Chester Gale.
Pillsbury fu governatore del Minnesota dal 7 gennaio 1876 al 10 gennaio 1882. Durante la peste delle cavallette del 1877, il governatore Pillsbury chiese un giorno di preghiera il 26 aprile 1877. Successivamente una tempesta uccise tutte le cavallette. A Cold Spring fu costruita una cappella in onore del miracolo.

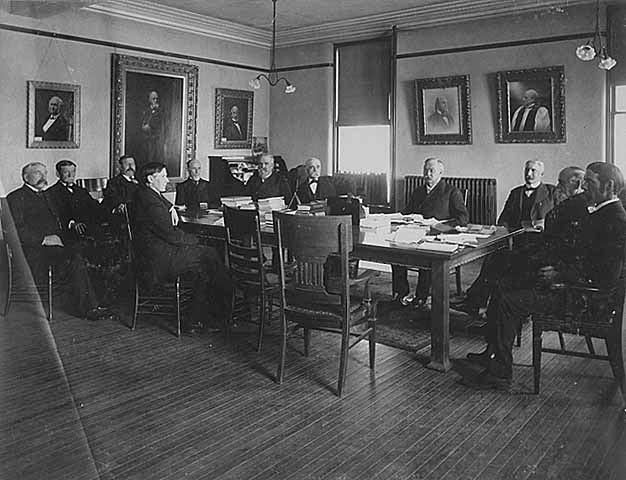
Incontro del governatore Pillsbury all'Università del Minnesota

Pillsbury fu anche un filantropo donava anonimamente denaro, in particolare, contribuì al recupero del debito dell'Università del Minnesota, della quale fu successivamente rettore. Da allora, divenne noto come "Il Padre delle Università". Pillsbury Hall presso l'Università del Minnesota, è così chiamata in suo onore.
Pillsbury è sepolto al cimitero Lakewood a Minneapolis.